# Петрівська селищна територіальна громада
Петрівська селищна громада — територіальна громада в Україні, в Олександрійському районі Кіровоградської області. Адміністративний центр — селище Петрове.
Площа громади — 1190 км², населення — 22 946 мешканців (2020).

## Населені пункти
У складі громади 2 селища (Петрове, Інгулецьке) та 36 сіл:
- Баштине
- Богданівка
- Братське
- Водяне
- Володимирівка
- Ганнівка
- Зелене
- Зелений Гай
- Іванівка
- Іскрівка
- Йосипівка
- Козацьке
- Краснопілля
- Лани
- Лелеківка
- Луганка
- Мала Ганнівка
- Малинівка
- Маловодяне
- Мар'янівка
- Новий Стародуб
- Новомануйлівка
- Новопетрівка
- Новофедорівка
- Олександрівка
- Олександродар
- Олександро-Мар'ївка
- Олімпіадівка
- Покровка
- Рядове
- Сабадашеве
- Солдатське
- Федорівка
- Червонокостянтинівка
- Червоносілля
- Чечеліївка